# Arboga
Arboga je město ve Švédsku, ve stejnojmenném správním obvodě (kommuner), v kraji Västmanland. V roce 2010 mělo 10 330 obyvatel. Oblast byla osídlena přibližně od roku 900. Jako město Arboga existovala od 13. století. Název by šlo přeložit jako "ohyb řeky". Město bylo svého času sídlem královské rodiny Vasovců, místem významných církevních shromáždění a také zasedání prvního stavovského Riksdagu se konala v Arboze, poprvé v roce 1435. Dnes je město důležitou dopravní spojnicí, protože se zde spojují dálnice E18 a E20. Také dvě železniční tratě Mälarbanan a Svealandsbanan mezi Stockholmem a Hallsbergem se spojují v Arboze. Ve Studiu Fredman, které původně ve městě sídlilo (než se přesunulo do Göteborgu) nahrála své nahrávky řada metalových skupin, včetně Dimmu Borgir, Arch Enemy nebo Bring Me the Horizon. Slavnými rodáky jsou zápasník Leif Andersson nebo MMA zápasník Alexander Gustafsson.